# Daniele Pontoni
Daniele Pontoni (Udine, 8 settembre 1966) è un ex ciclocrossista, mountain biker e ciclista su strada italiano.
Fu campione del mondo di ciclocross Dilettanti nel 1992 ed Elite nel 1997, e vincitore della Coppa del mondo 1994-1995 di specialità; vinse inoltre due edizioni del Superprestige e dieci titoli nazionali Elite. Nel 1996 partecipò inoltre ai Giochi olimpici di Atlanta nella prova di cross country.
Si è ritirato dall'attività nel dicembre 2005. Nel luglio 2021 è stato nominato commissario tecnico della Nazionale di ciclocross.

## Palmarès

### Ciclocross
- 1991-1992

Gran Premio Mamma e Papà Guerciotti (Milano)
Ciclocross di Roma (Roma)
Campionato del mondo, Gara Dilettanti
- 1992-1993

Ciclocross de Zarauz, 6ª prova Superprestige (Zarautz)
Gran Premio Mamma e Papà Guerciotti (Milano)
Ciclocross de Igorre (Igorre)
Vlaamse Druivenveldrit, 7ª prova Superprestige (Overijse)
Gran Premio Selle Italia (Silvelle)
Cyclocross Gavere, 9ª prova Superprestige (Asper-Gavere)
Cyclocross Zillebeke, 10ª prova Superprestige (Zillebeke)
Radquer Wetzikon, 11ª prova Superprestige (Wetzikon)
Cyclo-cross de Harnes, 12ª prova Superprestige (Harnes)
Classifica finale Superprestige
- 1993-1994

Ciclocross de Zarauz, 4ª prova Superprestige (Zarautz)
Gran Premio Mamma e Papà Guerciotti, 5ª prova Superprestige (Milano)
Gran Premio Spallanzani (Roma)
Vlaamse Druivenveldrit, 6ª prova Superprestige (Overijse)
Internationale Vlaamse Veldrit-Diegem, 7ª prova Superprestige (Diegem)
Radquer Meilen (Meilen)
Campionati italiani
Cyclocross Westouter, 8ª prova Superprestige (Westouter)
Cyclocross Zillebeke (Zillebeke)
Classifica finale Superprestige
- 1994-1995

Waidquer Zürich (Zurigo)
2ª prova Coppa del mondo (Corva)
Cyclocross Gavere, 2ª prova Superprestige (Asper-Gavere)
Ciclocross de Igorre, 3ª prova Coppa del mondo (Igorre)
Campionati italiani
Classifica finale Coppa del mondo
- 1995-1996

Gran Premio Selle Italia, 4ª prova Superprestige (Silvelle)
Ciclocross de Igorre, 5ª prova Coppa del mondo (Igorre)
Gran Premio Mamma e Papà Guerciotti, 5ª prova Superprestige (Milano)
Ciclocross di Parabiago (Parabiago)
Internationale Vlaamse Veldrit-Diegem, 7ª prova Superprestige (Diegem)
Campionati italiani
- 1996-1997

Ciclocross de Igorre (Igorre)
Internationale Vlaamse Veldrit-Diegem, 6ª prova Superprestige (Diegem)
Grand Prix du Nouvel-An (Pétange)
Gran Premio dell'Epifania (Solbiate Olona)
Campionati italiani
Campionati del mondo
- 1997-1998

Gran Premio dell'Epifania, 3ª prova Coppa del mondo (Solbiate Olona)
Gran Premio Selle Italia, 4ª prova Superprestige (Silvelle)
Grand Prix du Nouvel-An (Pétange)
Cyclo-cross de Pontchâteau, 5ª prova Coppa del mondo (Pontchâteau)
- 1998-1999

Gran Premio Città di Bolzano (Bolzano)
Grand Prix Julien Cajot, 3ª prova Coppa del mondo (Leudelange)
Gran Premio Garfagnana (Castelnuovo di Garfagnana)
Ciclocross de Igorre (Igorre)
Ciclocross di Parabiago (Parabiago)
Grand Prix du Nouvel-An (Pétange)
Grand Prix de Assurances Axa (Kayl)
Gran Premio dell'Epifania (Solbiate Olona)
Gran Premio Mamma e Papà Guerciotti, valido per i Campionati italiani (Sirone)
Ciclocross di Pistoia (Pistoia)
- 1999-2000

1ª prova USA Supercup (Boston)
2ª prova USA Supercup (New York)
Gran Premio Mamma e Papà Guerciotti (Milano)
Gran Premio Città di Bolzano (Bolzano)
Gran Premio Garfagnana (Castelnuovo di Garfagnana)
Grand Prix du Nouvel-An (Pétange)
Gran Premio dell'Epifania (Solbiate Olona)
Campionati italiani
Cyclo-cross de Nommay, 6ª prova Coppa del mondo (Nommay)
- 2000-2001

Gran Premio Mamma e Papà Guerciotti (Milano)
Ciclocross de Igorre (Igorre)
Campionati italiani
Cyclo-cross de Lanarvily (Lanarvily)
- 2001-2002

Gran Premio Città di Bolzano (Bolzano)
Campionati italiani
Ispasterko Udala Sari Nagusia (Ispaster)
- 2002-2003

Gran Premio Mamma e Papà Guerciotti (Milano)
Campionati italiani
- 2003-2004

Gran Premio Città di Bolzano (Bolzano)
Campionati italiani
- 2004-2005

Stumptown Cross Grand Prix (Portland)
- 2005-2006

Ciclocross di Ritto City (Rittō)

### Mountain biking
- 1997

Campionati italiani, Cross country

### Strada
- 1993 (Dilettanti)

Cronoscalata Gardone Val Trompia-Prati di Caregno (cronometro)
Forgaria-Monte Prat (cronometro)
- 1996 (Dilettanti)

Forgaria-Monte Prat (cronometro)
- 1997 (Dilettanti)

Forgaria-Monte Prat (cronometro)
- 1998 (Dilettanti)

Forgaria-Monte Prat (cronometro)
- 1999 (Dilettanti)

Forgaria-Monte Prat (cronometro)

## Piazzamenti

### Competizioni mondiali
- Campionati del mondo di ciclocross

Gieten 1991 - Dilettanti: 3º
Leeds 1992 - Dilettanti: vincitore
Corva 1993 - Dilettanti: 3º
Koksijde 1994 - Elite: 4º
Eschenbach 1995 - Elite: 9º
Montreuil 1996 - Elite: 2º
Monaco di Baviera 1997 - Elite: vincitore
Middelfart 1998 - Elite: 4º
Poprad 1999 - Elite: 4º
Sint-Michielsgestel 2000 - Elite: 9º
Monopoli 2003 - Elite: 7º
Pontchâteau 2004 - Elite: 4º
- Campionati del mondo di mountain bike

Vail 1994 - Cross country: 4º
- Giochi olimpici

Atlanta 1996 - Cross country: 5º